# Charlie Rivel
Josep Andreu i Lasserre, kendt som Charlie Rivel (23. april 1896 i Cubelles, Katalonien, Spanien – 26. juli 1983) var en berømt spansk cirkusklovn.[kilde mangler].
Som toårig optrådte han for første gang, sammen med sin familie, som var gadegøglere. Han skabte sit eget nummer og personlighed på scenen. Han blev en af Europas mest berømte og populære klovne, ja endda en af verdens mest anerkendte. Han havde sin helt egen stil, og hans personlige varemærke var en rød bluse, som var blevet for stor efter at være blevet vasket i for koldt vand.
Han var ven med Charlie Chaplin og tog sit kunstnernavn fra ham.
Rivel skrev en selvbiografi "Stakkels Klovn".   